# Nick Fletcher (polityk)
Nick Fletcher właściwie Nicholas Anthony Fletcher (ur. 15 lipca 1972 w Armthorpe) – brytyjski polityk Partii Konserwatywnej, poseł do Izby Gmin (2019–2024).

## Działalność polityczna
Od 12 grudnia 2019 reprezentował okręg wyborczy Don Valley w brytyjskiej Izbie Gmin. Po jego likwidacji, bezskutecznie ubiegał się o mandat z nowo utworzonego okręgu Doncaster East and the Isle of Axholme.